# Room 237
Room 237 är en amerikansk dokumentärfilm från 2012 regisserad av Rodney Ascher, som handlar om potentiella dolda budskap i Stanley Kubricks film The Shining. Filmen visades på Cannes Film Festival och Sundance Film Festival 2012.
Filmen innehåller material från The Shining, och andra av Kubricks filmer, tillsammans med diskussioner av ett antal Kubrick-entusiaster. Filmen innehåller nio segment, där varje segment fokuserar på olika aspekter av filmen som "kan avslöja gömda ledtrådar och antyda på ett större tematiskt verk".
Filmen vann två priser för bästa klipp och var nominerad till tre för bästa dokumentär.

## Medverkande
- Bill Blakemore
- Geoffrey Cocks
- Juli Kearns
- John Fell Ryan
- Jay Weidner
- Buffy Visick som VHS entusiast

Arkivmaterial
- Stanley Kubrick
- Stephen King
- Jack Nicholson
- Scatman Crothers
- Joe Turkel
- Danny Lloyd
- Barry Nelson
- Philip Stone
- Keir Dullea
- Martin Potter
- Tom Cruise
- Nicole Kidman

## Bildmaterial
- The Shining
- 2001: A Space Odyssey
- A Clockwork Orange
- Barry Lyndon
- Eyes Wide Shut
- All the President's Men
- Schindler's List